# 核勒索
核勒索（英語：Nuclear blackmail，另名核訛詐或核恐嚇）是一種核戰略形式，侵略者以使用核武器相威脅，迫使對手採取某些行動或做出某些讓步。這是一種與邊緣政策有關的敲詐勒索。

## 歷史
- 1950年，美國總統哈瑞·S·杜魯門公開表示，朝鮮戰爭期間正在“積極考慮”對中國目標使用核武器。[1][2][3][4]
- 1953年，美國總統德懷特·艾森豪威脅如果中國拒絕談判，將使用核武器結束朝鮮戰爭。[5][6][4]
- 為了支持中華民國政府的繼續存在，美國在1950年代多次對中華人民共和國發出核威脅，迫使離島撤離，停止對金門和馬祖的襲擊。[7][8][9][3][4]
- 來自英國國家檔案館的解密文件表明，如果中國在1961年軍事收回香港，英國曾考慮以核報復威脅中國。[10]
- 在2022年俄羅斯入侵烏克蘭中，俄罗斯多次對援助烏克蘭的國家發出核威脅，包括表示有可能向英國與美國在內的北約爆發核戰爭。[11]